# 김경일 (1988년)
김경일(金京一, 1988년 12월 11일~)은 조선민주주의인민공화국의 축구 선수이다. 포지션은 미드필더로, 2010년 FIFA 월드컵에 최종 엔트리에 포함되었지만, 본선 경기에서 기용되지는 않았다.